# Comuna Costinești, Constanța
Costinești este o comună în județul Constanța, Dobrogea, România, formată din satele Costinești (reședința) și Schitu.

## Demografie
Componența etnică a comunei Costinești
     Români (85,61%)
     Alte etnii (1,54%)
     Necunoscută (12,85%)
Componența confesională a comunei Costinești
     Ortodocși (82,73%)
     Alte religii (3,24%)
     Necunoscută (14,03%)
Conform recensământului efectuat în 2021, populația comunei Costinești se ridică la 3.121 de locuitori, în creștere față de recensământul anterior din 2011, când fuseseră înregistrați 2.866 de locuitori. Majoritatea locuitorilor sunt români (85,61%), iar pentru 12,85% nu se cunoaște apartenența etnică. Din punct de vedere confesional, majoritatea locuitorilor sunt ortodocși (82,73%), iar pentru 14,03% nu se cunoaște apartenența confesională.

## Politică și administrație
Comuna Costinești este administrată de un primar și un consiliu local compus din 13 consilieri. Primarul, Gheorghe Mechenici[*], de la Partidul Național Liberal, este în funcție din 1 noiembrie 2024. Începând cu alegerile locale din 2024, consiliul local are următoarea componență pe partide politice:
|  | Partid                          | Consilieri | Componența Consiliului | Componența Consiliului | Componența Consiliului | Componența Consiliului | Componența Consiliului |
|  | ------------------------------- | ---------- | ---------------------- | ---------------------- | ---------------------- | ---------------------- | ---------------------- |
|  | Partidul Național Liberal       | 5          |                        |                        |                        |                        |                        |
|  | Partidul Social Democrat        | 5          |                        |                        |                        |                        |                        |
|  | Alianța pentru Unirea Românilor | 3          |                        |                        |                        |                        |                        |

## Educație și cultură
Comuna are trei unități de învățământ: o grădiniță la Schitu, 2 școli, una la Schitu, una la Costinești și o populație școlară de 450 de copii. Mai există și un cămin cultural la Costinești.

## Personalități născute aici
- Dragoș Ser (n. 1999), rugbist.